# 최은희 (언론인)
최은희(崔恩喜, 1904년 - 1984년 8월 16일)는 일제 강점기에 대한민국의 언론인,독립운동가로 활동했던 한국 최초의 여기자이다. 본관은 탐진(耽津). 호는 추계(秋溪)이다. 

## 경력
최은희는 1904년 11월 21일 황해도 연백군 은천면 연남리 301번지에서 탐진 최씨 최병규와 달성 서씨 서덕경 사이의 5남5녀 중 5녀로 태어났다.
황해도 연백군에서 태어나 니혼 여자대학 3년 재학 중 《조선일보》 기자가 되었다. 일본 와세다 대학교 법과 통신 강의 2년을 수료하고, 근우회를 창설하여 선전부장을 지냈다. 서울 보건인회 창설 회장·여권 옹호회 창립 선전부장·재건 국민운동 중앙위원·조국 수호 협의회 여성 대표 집행위원·3·1 국민회의 대표위원 등을 역임하였다.친구로는 서양화가 나혜석 화백이 있었다. 이덕일 작가의 《여인열전》에 의하면 최은희 기자는 나혜석의 집을 방문하여 나혜석이 그림공부를 더 하려고 한다는 인터뷰 기사를 썼다. 실제로 나혜석 화백은 유럽에서 그림공부를 한다.

## 저서
- 《씨 뿌리는 여인》
- 《여류명인기》
- 《청춘 회상기》